# Hemibagrus imbrifer
Hemibagrus imbrifer är en fiskart som beskrevs av Ng och Carl J. Ferraris, Jr. 2000. Hemibagrus imbrifer ingår i släktet Hemibagrus och familjen Bagridae. IUCN kategoriserar arten globalt som otillräckligt studerad. Inga underarter finns listade i Catalogue of Life.